# 산내초등학교 (경남)
산내초등학교는 대한민국 경상남도 밀양시 산내면 송백리에 있는 공립 초등학교이다.

## 학교 연혁
- 1922년 11월 3일 산내공립보통학교(4년제 2학급) 개교(설립인가 5월 3일)
- 1938년 4월 1일 산내공립심상소학교로 개칭
- 1941년 4월 1일 산내공립국민학교로 개칭
- 1948년 3월 31일 산내남명국민학교 분립
- 1948년 5월 12일 가인국민학교 분립
- 1971년 3월 1일 임고국민학교 분립
- 1981년 3월 29일 병설유치원 설립 인가
- 1993년 3월 1일 가인국민학교 통폐합
- 1993년 3월 1일 임고분교장 편입
- 1996년 3월 1일 산내초등학교로 개칭
- 1999년 3월 1일 임고분교장 통폐합
- 2020년 9월 1일 제39대 유승희 교장 부임
- 2022년 1월 12일 제97회 졸업(총졸업생 5,116명)
- 2022년 3월 1일 현재 6학급 38명(병설유치원 8명) 편성

## 학교 상징
- 교화 : 백목련 - 잎보다 꽃이 먼저 피는 백목련은 깨끗한 순결을 상징함
- 교목 : 소나무 - 잎이 바늘 모양으로 사철 푸르러 지조와 절개를 상징함

## 참고 자료
- 산내초등학교 - 한국교육학술정보원 학교알리미